# Ectenopsis occidentalis
Ectenopsis occidentalis är en tvåvingeart som beskrevs av M. Josephine Mackerras 1956. Ectenopsis occidentalis ingår i släktet Ectenopsis och familjen bromsar. Inga underarter finns listade i Catalogue of Life.